# Thermocyclops dumonti
Thermocyclops dumonti – gatunek widłonoga z rodziny Cyclopidae. Nazwa naukowa tego gatunku skorupiaków została opublikowana w 2003 roku przez zoologów Deo Baribwegure z Belgii i Iskandara M. Mirabdullayeva z Uzbekistanu.